# Lampecianos
Los lampecianos son una organización herética que se levantó a fines del siglo IV y no en el VII como dicen varios críticos.
Praleolo los confundió equivocadamente con los sectarios de Wiclef, que no aparecieron hasta unos mil años después. Los lampecianos abrazaron en muchos puntos la doctrina de los arrianos pero es muy incierto si añadieron a esta algunos de los errores de los marcionitas. Lo que se sabe con más exactitud por el testimonio de San Juan Damasceno es que condenaban los votos monásticos, particularmente el de obediencia, que era contrario a la libertad de los hijos de Dios según decían ellos. Permitían a los monjes llevar el hábito que les acomodase, pretendiendo que era ridículo fijar su color y su forma para una profesión más que para otra; afectaban ayunar el sábado.
Según algunos autores los lampecianos eran llamados también marcianistas, masalianos, euquitas, entusiastas, coreutas, adelfianos y eustatianos. San Cirilo de Alejandría, San Flaviano de Antioquía y San Anfiloco de Iconio escribieron contra ellos: así pues eran muy anteriores al siglo VII. Parece que se ha confundido el nombre de marcianistas con el de marcionistas, cuando se ha dicho que los lampecianos habían adoptado los errores de estos últimos. Lo más probable es que las diferentes sectas de que acabamos de hablar no formaban cuerpo ni tenían ninguna creencia fija: esa es la razón por la que los antiguos no pudieron darnos una noticia más exacta de ellas.